# 우간의대부
우간의대부(右諫議大夫)는 고려시대 중서문하성의 정4품 관직이다.
원래 목종 때에 좌우간의대부가 있었으나, 문종 때 관제가 정비됨에 따라 인원은 좌우 각각 1인씩을 두었다. 1116년(예종 11)에 조서를 내려 각품반행의 행신(行臣)인 본품행두(本品行頭)로 세웠고 좌우사의대부(左右司議大夫)로 명칭을 바꾸었다.
1298년(충렬왕 24)에 충선왕이 좌우간의대부로 명칭을 바꾸면서 품계도 종4품으로 낮추었다가 뒤에 곧 좌우사의대부로 고쳤다. 1356년(공민왕 5)에 명칭을 다시 간의대부로 고치고 품계를 종3품으로 올리게 되자, 반열(班列)이 중서문하성의 종3품 관직인 직문하(直門下)보다도 위에 있게 되었다.
1362년에 다시 좌우사의대부로, 1369년에는 좌우간의대부로 각각 개칭되었으나, 1372년에 다시 좌우사의대부로 고쳤다. 주요한 직능은 보궐(補闕)·습유(拾遺) 등과 함께 왕권을 견제하는 중서문하성의 낭사(郎舍)로서 봉박(封駁)과 간쟁(諫爭)을 담당하였다.

## 출전
- 《고려사》
- 《고려사절요》
- 〈고려시대 대간제도연구〉, (박용운, 일지사, 1981)
- 〈고려정치제도사연구〉, (변태섭, 일조각, 1971)